# Marian Dobija (biegacz)
Marian Dobija (ur. 8 lutego 1935 w Mesznej, zm. 19 sierpnia 2020) – polski lekkoatleta, specjalizujący się w biegach długodystansowych.
Od 30 marca 2009 wiceprezes Dolnośląskiego Związku Lekkiej Atletyki.

## Osiągnięcia
- Mistrzostwa Polski seniorów w lekkoatletyce (1 medal)[5]
  - Gdańsk 1959 – brązowy medal w biegu na 5000 m

- Memoriał Janusza Kusocińskiego[6]
  - Warszawa 1958 – 2. miejsce w biegu na 3000 m